# Tournoi d'échecs de Palma de Majorque
Le tournoi d'échecs de Palma de Majorque est une compétition d'échecs organisée de 1965 à 1972, à Palma (Majorque).
Tous les champions du monde d'après la Seconde Guerre mondiale jusqu'en 1972 ont participé dans cette série de huit éditions consécutives : Mikhaïl Botvinnik, Vassily Smyslov, Mikhaïl Tal (vainqueur en 1966), Tigran Petrossian, Boris Spassky et Bobby Fischer (vainqueur du tournoi interzonal en 1970), ainsi que les prétendants au championnat du monde Bent Larsen (2 victoires) et Viktor Kortchnoï (2 victoires).
Le fondateur et directeur du série des tournois internationaux de Palma de Majorque était l'espagnol Jorge Puig Laborda qui a aussi créé, avec l'association des journalistes des échecs, l'Oscar des échecs en 1967.

## Multiples vainqueurs
2 victoires
- Bent Larsen (en 1967 et 1969)
- Viktor Kortchnoï (en 1968 et 1972)
- Óscar Panno (en 1971 et 1972)

## Palmarès
| Édition Année | Édition Année | Vainqueur(s)                             | Fédération                             | Marque                | Deuxième(s)                                     | Troisième(s)                    | Joueurs | Notes |
| ------------- | ------------- | ---------------------------------------- | -------------------------------------- | --------------------- | ----------------------------------------------- | ------------------------------- | ------- | --- |
| 1             | 1965          | Arturo Pomar Albéric O'Kelly Klaus Darga | Espagne Belgique Allemagne de l'Ouest  | 6,5 / 9               |                                                 |                                 | 10      | 4e : Andreas Dückstein 5e : Enver Bukić 6e : Antonio Medina                                                                                                 |
| 2             | 1966          | Mikhaïl Tal                              | Union soviétique                       | 12 / 15 (+9 =6)       | Arturo Pomar (11 / 15)                          | Lajos Portisch                  | 16      | 4e : Borislav Ivkov 5e : Aleksandar Matanović 6e : Helmut Pfleger                                                                                           |
| 3             | 1967          | Bent Larsen                              | Danemark                               | 13 / 17 (+11 −2 =4)   | Vassily Smyslov Mikhaïl Botvinnik (12,5 / 17)   |                                 | 18      | 4e : Lajos Portisch 5e : Svetozar Gligorić 6e : Borislav Ivkov                                                                                              |
| 4             | 1968          | Viktor Kortchnoï                         | Union soviétique                       | 14 / 17 (+11 =6)      | Bent Larsen Boris Spassky (13 / 17)             |                                 | 18      | 4e : Tigran Petrossian 5e : Svetozar Gligorić 6e : Borislav Ivkov 7e : Pal Benko 8e : Arturo Pomar 9e : Florin Gheorghiu 10e : Aleksandar Matanović         |
| 5             | 1969          | Bent Larsen                              | Danemark                               | 12 / 17 (+10 −3 =4)   | Tigran Petrossian (11,5 / 17)                   | Vlastimil Hort Viktor Kortchnoï | 18      | 5e : Boris Spassky 6e : Jesús Díez del Corral 7e-10e: Henrique Mecking Óscar Panno Bruno Parma Miguel Najdorf                                               |
| 6             | 1970          | Bobby Fischer                            | États-Unis                             | 18,5 / 23 (+15 −1 =7) | Bent Larsen Efim Geller Robert Hübner (15 / 23) |                                 | 24      | 5e-6e : Mark Taïmanov Wolfgang Uhlmann (tournoi interzonal, voir aussi ci-dessous)                                                                          |
| 7             | 1971          | Ljubomir Ljubojević Óscar Panno          | Yougoslavie Argentine                  | 11 / 15 (+7 =8)       |                                                 | Lajos Portisch Samuel Reshevsky | 16      | 5e: Ulf Andersson 6e-7e : István Csom Bent Larsen 8e : Pal Benko 9e-10e: Johannes Donner Stefano Tatai                                                      |
| 8             | 1972          | Viktor Kortchnoï Óscar Panno Jan Smejkal | Union soviétique Argentine Yougoslavie | 10 / 15               |                                                 |                                 | 16      | 4e : Ulf Andersson 5e-7e : Youri Averbakh Florin Gheorghiu Lev Polougaïevski 8e : Ljubomir Ljubojevic 9e : Borislav Ivkov 10e : Arturo Pomar (entre autres) |

## Tournoi interzonal de 1970
En 1970, le tournoi de Palma était un tournoi interzonal qualificatif pour le tournoi des candidats au championnat du monde d'échecs 1972. Seulement six joueurs étaient qualifiés : 
- Bobby Fischer vainqueur avec 3,5 points d'avance ;
- Bent Larsen, Efim Geller et Robert Hübner (2e-4e) ;
- Mark Taïmanov et Wolfgang Uhlmann (5e-6e).

Joueurs éminents  non qualifiés pour les matchs des candidats :
- 7e-8e : Lajos Portisch et Vassili Smyslov ;
- 9e-10e : Lev Polougaïevski et Svetozar Gligoric ;
- 11e-12e : Óscar Panno et Henrique Mecking ;
- 13e : Vlastimil Hort ;
- 14e : Borislav Ivkov ;
- 17e : Samuel Reshevsky

(24 participants).

## Open GMA de 1989
En 1989, Boris Guelfand remporta un tournoi open en neuf rondes devant Gata Kamsky et Tony Miles, tournoi  organisé par la GMA.

## Grand Prix FIDE 2017
En 2017, un tournoi  du Grand Prix FIDE 2017 (système suisse) fut organisé à Palma de Majorque et remporté par Levon Aronian et Dmitri Iakovenko.